# 吉田仁郎
吉田 仁郎（よしだ じろう、1979年4月16日 - ）は、日本の作曲家、音楽プロデューサー、ギタリスト。大阪芸術大学中退。PC用アダルトゲームのサウンドでキャリアを開始、アーティスト楽曲のプロデュース、ミュージカル・舞台の音楽制作も担当。現在、野獣のリリアン、ジョリッツ、ヘルヘッドといったバンドのメンバーとしても活動中。

## 略歴
小学生の頃、兄の影響でゲームミュージックに興味を持つ。
1994年、シンセサイザーを手に入れる。1998年、大阪芸術大学映像学科入学。
2001年、夏以降フリーとしての音楽製作を始める。2002年、大阪芸術大学中退。
2006年、ニュー・ウェイヴ・パンク・ロック・バンド「ピノリュック」にギタリストとして加入。
2015年、サエキけんぞう、泉水敏郎らとのバンド「ジョリッツ」を結成。
2016年、サエキけんぞう率いる「ハルメンズX」のメンバー、音楽プロデューサーとしてアルバム「35世紀」を制作。

## 作品

### サウンドプロデュース作品
※カッコ内は発表年度
- ハルメンズX
  - 35世紀（2016）

- ジョリッツ
  - ジョリッツ登場（2017）
  - ジョリッツ暴発（2018）

- しずくだうみ
  - 泳げない街（2015）
  - 透明コンプレックス（2015）
  - 都市の周縁（2016）

- テンテンコ
  - テンテンコsingsハルメンズ（2015）
  - 弾くテンテンコsingsハルメンズ（2015）

- ブスiD
  - ザ☆B's!～ラブ＆マネー～（2017）

- SAKA-SAMA
  - 夏休み縦断の恋（2017）

### 舞台作品
- 烈!バカフキ!
- ミュージカル「魔界王子 devils and realist」

### PCゲーム
- アトリエかぐや
  - 最終痴漢電車
    - 最終痴漢電車 DVD EDITION

  - 狂淫学園
  - 女教師
  - 恥辱診察室
  - 人形の館 〜淫夢に抱かれたメイドたち〜
    - 人形の館 Doll-1 〜淫夢に抱かれたメイドたち〜 （Milky）
    - 人形の館 Doll-2 〜メイドを狂わす淫律のタクト〜 （Milky）

  - 妹汁
  - 人妻コスプレ喫茶
  - ドキドキお姉さん
  - 最終痴漢電車2
  - まほこい 〜エッチな魔法で恋×濃しちゃう〜
  - 瀬里奈
  - ナースにおまかせ
  - マジカルウィッチアカデミー 〜ボクと先生のマジカルレッスン〜
  - 家庭教師のおねえさん 〜Hの偏差値あげちゃいます〜
  - 姉汁 〜白川三姉妹におまかせ〜
  - 人妻コスプレ喫茶2
  - 最終痴漢電車3
- BISHOP
  - 特別授業2
  - 満淫電車
  - 放課後 〜濡れた制服〜
- STRIKES
  - 凌辱人妻温泉
  - 淫辱人妻女教師
  - マル秘人事部凌辱課
- Guilty
  - 義母と叔母 〜そして友人の母〜
  - 乙女蹂躙遊戯 〜Maiden Infringement Play〜
  - 館熟女 〜The immoral residence〜
- Ape&frog
  - イ号型局地迎撃天使・ナナコ
  - 先攻遊撃桜華隊・YURI
- Chien
  - 委員長は承認せず! 〜It Is a Next CHOice〜
    - 委員長は承認せず! ファンディスク
- ユメスタ
  - おねむりしすたー
  - がんばりどーたー
  - おしえてKissMe
- Lusterise
  - お姫様は特訓中! 〜性なる魔法修行〜
- 覇王
  - 漆黒に濡れる静寂 〜自殺志願者〜
- ユニゾンシフト
  - WAGA魔々かぷりちお
- WAFFLE
  - エレベーターパニック 〜密室の淫行〜
- Le.Chocolat
  - CANDY GIRL
- catwalkNERO
  - 淫堕の姫騎士ジャンヌ 〜オーガの仔種を注がれる気高き姫!〜
  - アナスタシアと7人の姫女神 〜淫紋の烙印〜

### その他
- ビジュアルアーツ
  - 神曲奏界ポリフォニカ
- エンターブレイン
  - テックウィン
    - 絶対無敵メカピーポ君翁版
    - 遊星羊飼しゃお